# Mjølfjell (stacja kolejowa)
Mjøfjell – stacja kolejowa w Raundalen, w regionie Hordaland w Norwegii, jest oddalona od Oslo Sentralstasjon o 354,22 km. Nazwa stacji nie pochodzi od nazwy miejscowości, a od położonej niedaleko góry.

## Położenie
Należy do linii Bergensbanen. Leży na wysokości 627 m n.p.m. Obsługuje ruch do stacji Oslo Sentralstasjon, Bergen, Voss i Myrdal.

## Ruch pasażerski

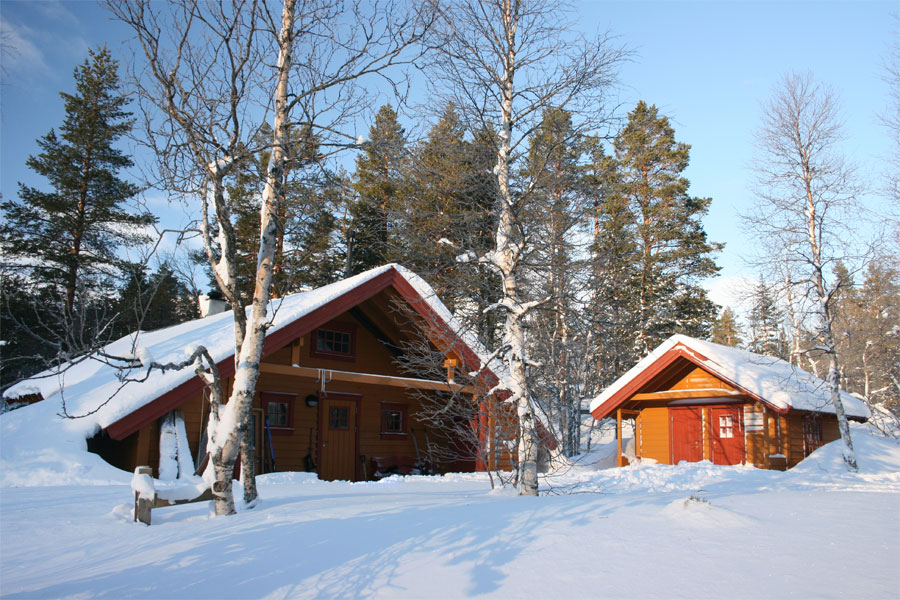
Mjølfjell

Służy zarówno ruchowi dalekobieżnemu jak i podmiejskiemu i jest punktem przesiadkowym na kolei aglomeracyjnej w Bergan. W ciągu dnia odchodzi z niej ok. 10 pociągów. Dalekobieżne pociągi zatrzymują się na innym torze niż pociągi systemu SKM.

## Obsługa pasażerów
Poczekalnia, parking na 30 miejsc, toaleta.